# Cabtec

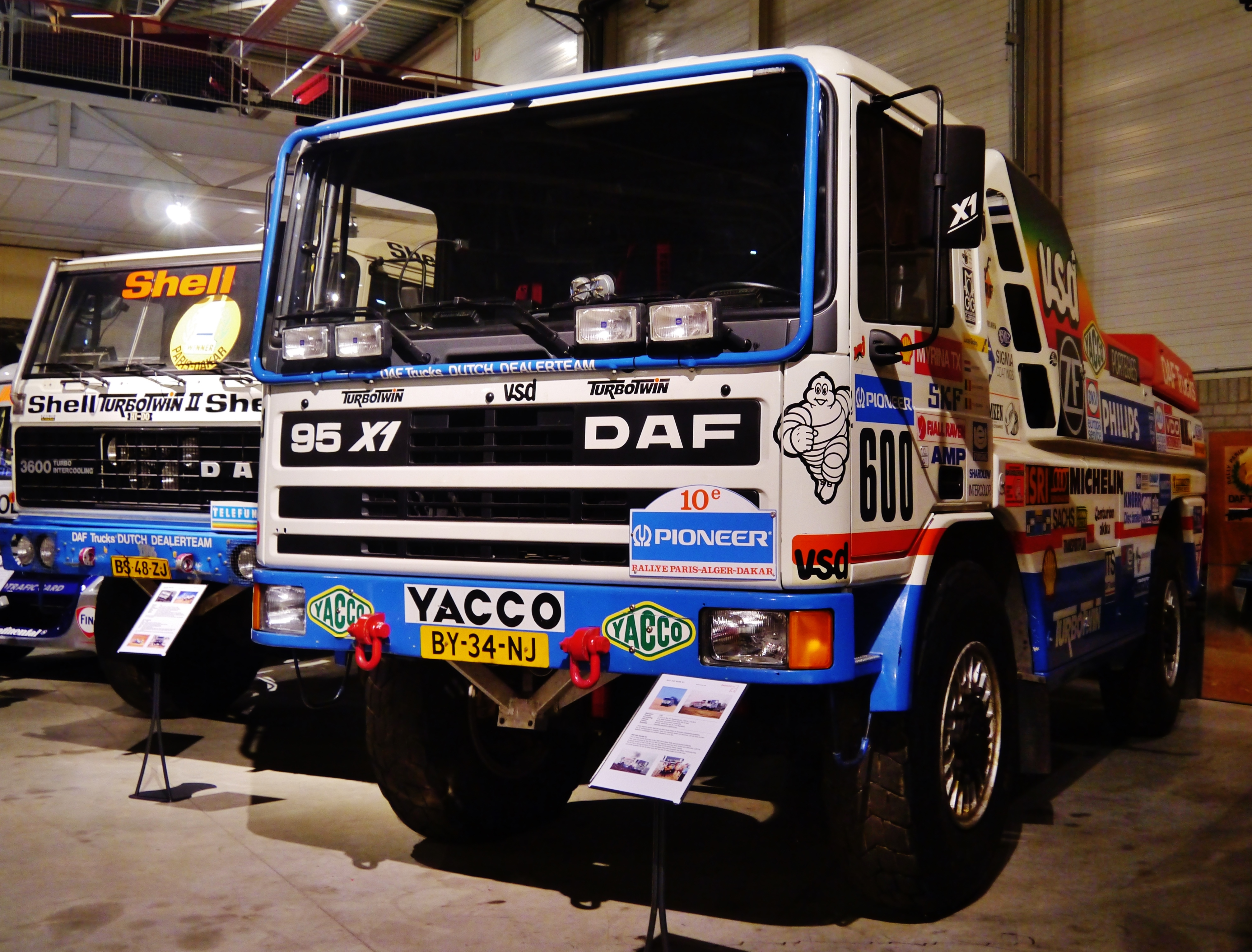
DAF X1 - een rallytruck met de Cabtec-cabine

Cabtec was een bedrijf dat vrachtwagencabines ontwikkelde en produceerde.

## Geschiedenis
In 1984 besloten het Nederlandse bedrijf DAF Trucks en het Spaanse bedrijf Enasa (dat het merk Pegaso voerde) om samen vrachtwagencabines te ontwikkelen en te bouwen. Middels een joint-venture constructie werd het bedrijf Cabtec opgericht. 

Het bedrijf maakte in eerste instantie cabines voor de eigen merken de Pegaso Troner, DAF 95 en Seddon Atkinson Strato. 

In 1990 werd het Spaanse Enasa, inclusief de merken Pegaso en Seddon Atkinson, overgenomen door Fiat-Iveco. Na de overname stopte Fiat-Iveco met het gebruik van de Cabtec-cabine. 
 DAF ging er wel mee verder en ontwikkelde op basis van de 95-cabine de zogenaamde "Super Space Cab", met extra hoog dak. Later kwam er een flinke update met de 95XF, dat in de basis dezelfde cabine was. Deze werd verder ontwikkeld tot de XF95-cabine. Een laatste forse update kwam er met de XF Euro-6 cabine. Uiteindelijk werd de cabine afgelost door een volledig nieuwe ontwikkelde cabine voor de DAF XG.

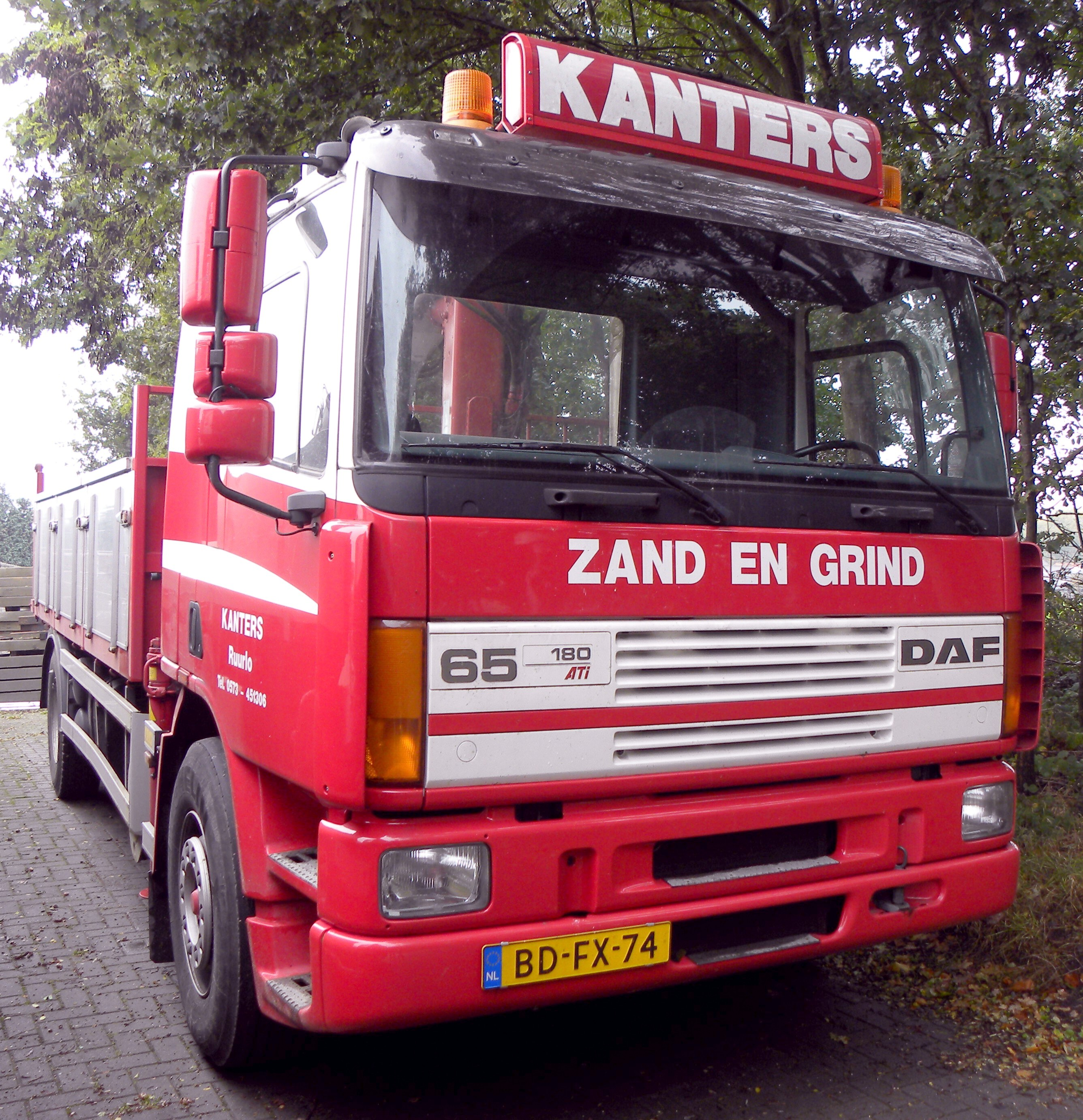
DAF 65 - Een vrachtwagen met de kleinere Cabtec-cabine

Er waren ook plannen om nog een gezamenlijke cabine te ontwikkelen voor de middelzware trucks. Dit werd de cabine van de DAF 65/75/85. Ook deze cabine werd meerdere malen bijgewerkt, totdat deze vervangen werd door een volledig nieuwe cabine met de DAF XD.

## Andere Cabtec-toepassingen

### Grote cabine
- Leyland DAF - Leyland DAF was de merknaam die een tijdlang in het Verenigd Koninkrijk werd gebruikt. Technisch gezien was het een DAF 95 met een iets andere naam.
- Western Star - Western Star werkte samen met DAF om in Australië een vrachtwagen met Western Star chassis en motor, maar DAF cabine te produceren.
- Ginaf - Ginaf gebruikte al jaren DAF-componenten om vrachtwagens te bouwen. Ook de 95-cabine werd gebruikt voor de Ginaf-producten.
- Steyr - Steyr zoch een cabine voor hun zware vrachtwagens en kwam bij Pegaso uit. Verder dan een prototype kwam het niet.
- Kenworth - Nadat DAF bij Paccar kwam, dat ook de merken Kenworth en Peterbilt bezit, kwamen de cabines ook op enkele vrachtwagens van Kenworth
- Peterbilt - Peterbilt is een ander merk van Paccar
- Kamaz - De Russische fabrikant zocht in de jaren '90 naar een nieuwe cabine. In 1988 presenteerde het een cabine die op die van Cabtec geïnspireerd leek, maar toch duidelijke verschillen liet zien. In de jaren '90 verschenen prototypes met cabines die waarschijnlijk wel van Cabtec kwamen, maar tot een productie kwam het niet
- AWD - een merknaam die kortstondig gebruikt werd toen de vrachtwagenproductie van Bedford werd doorgestart. AWD zocht ook een vervanging van de cabine, in dit geval van de Bedford TL. Ook hier kwam het niet verder dan prototypes.
- Jelcz - Een Poolse fabrikant die eind jaren '90 delen van de Cabtec-cabine gebruikte voor een aantal prototypes van de 400-serie, maar niet de volledige cabine.

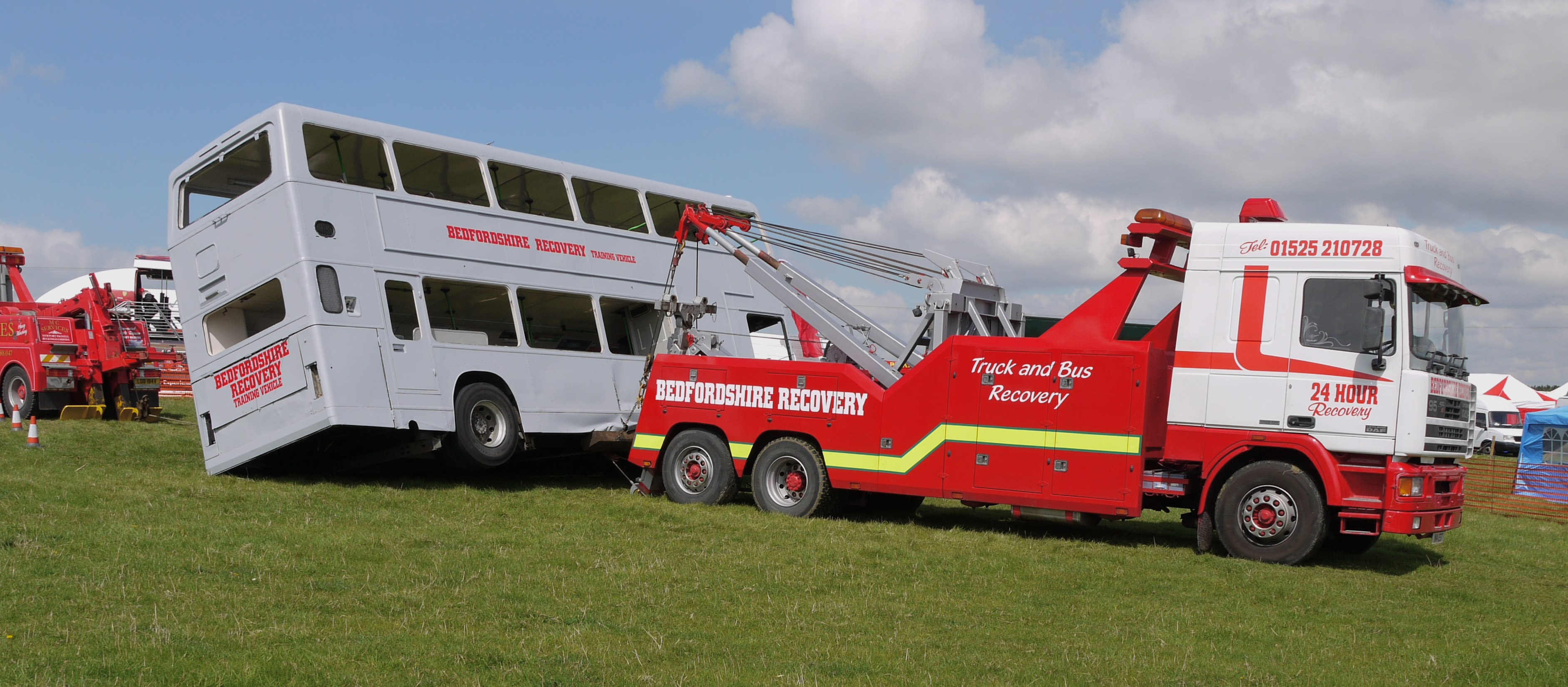
Leyland DAF 95
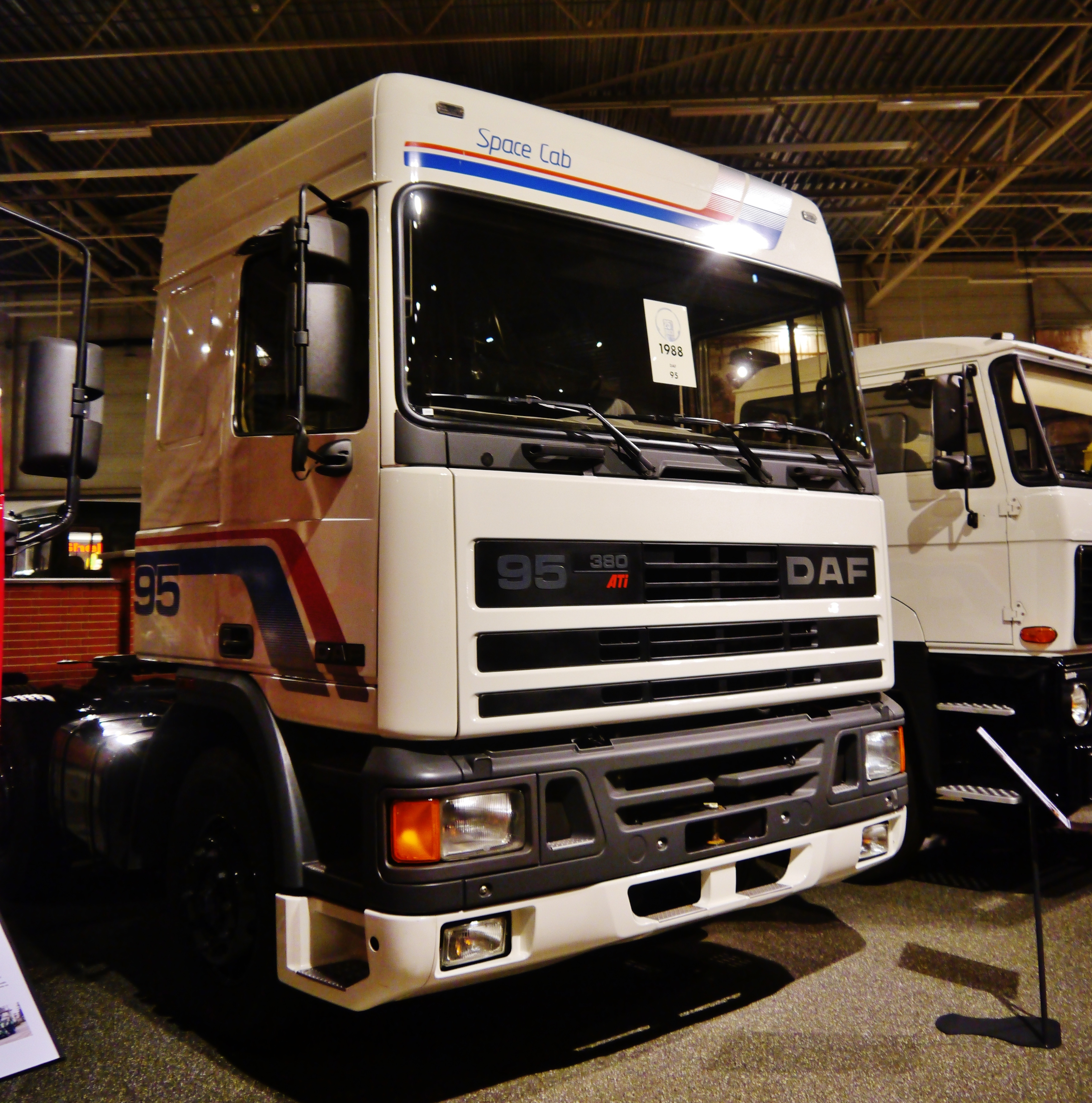
DAF 95
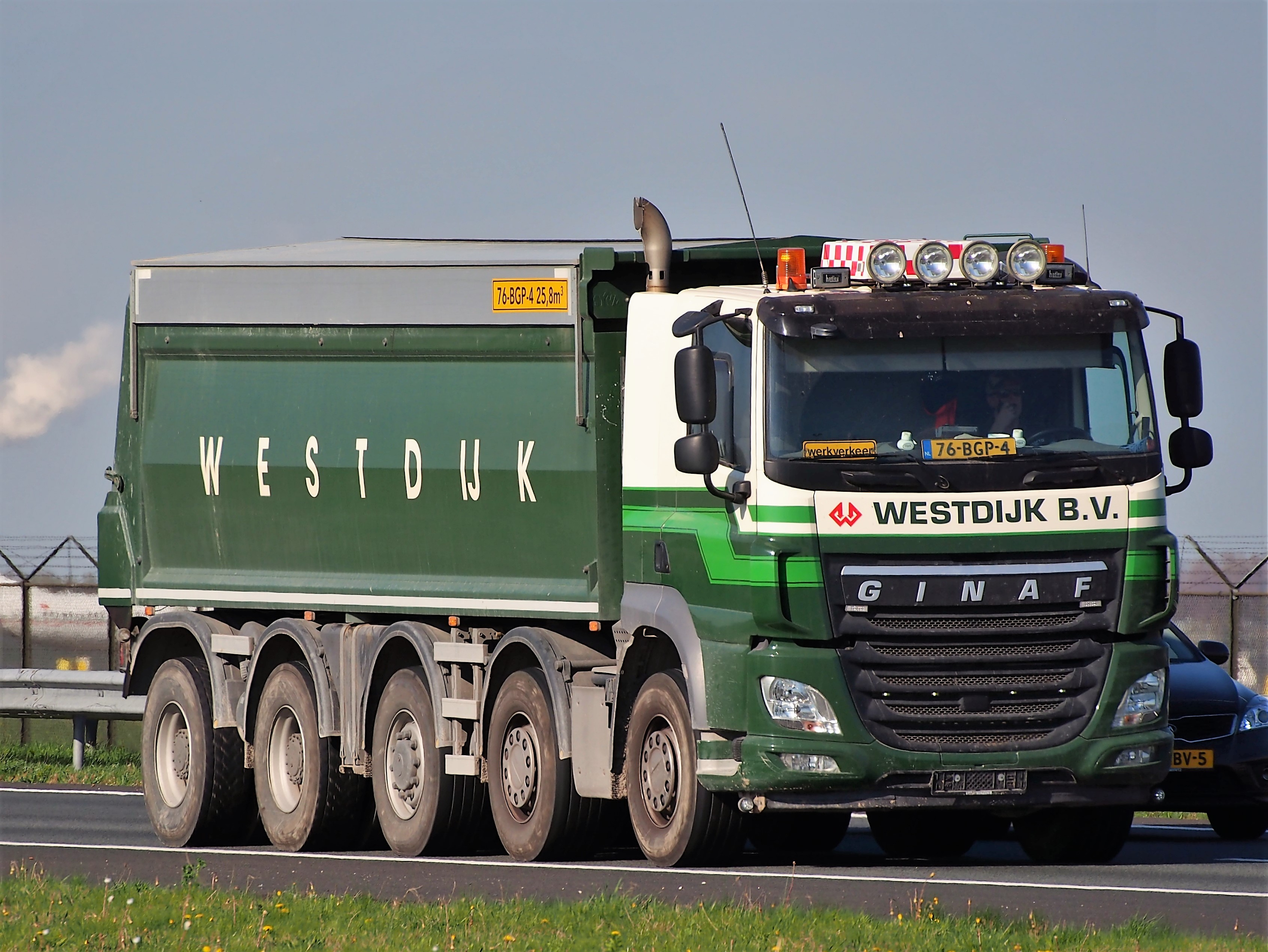
Ginaf
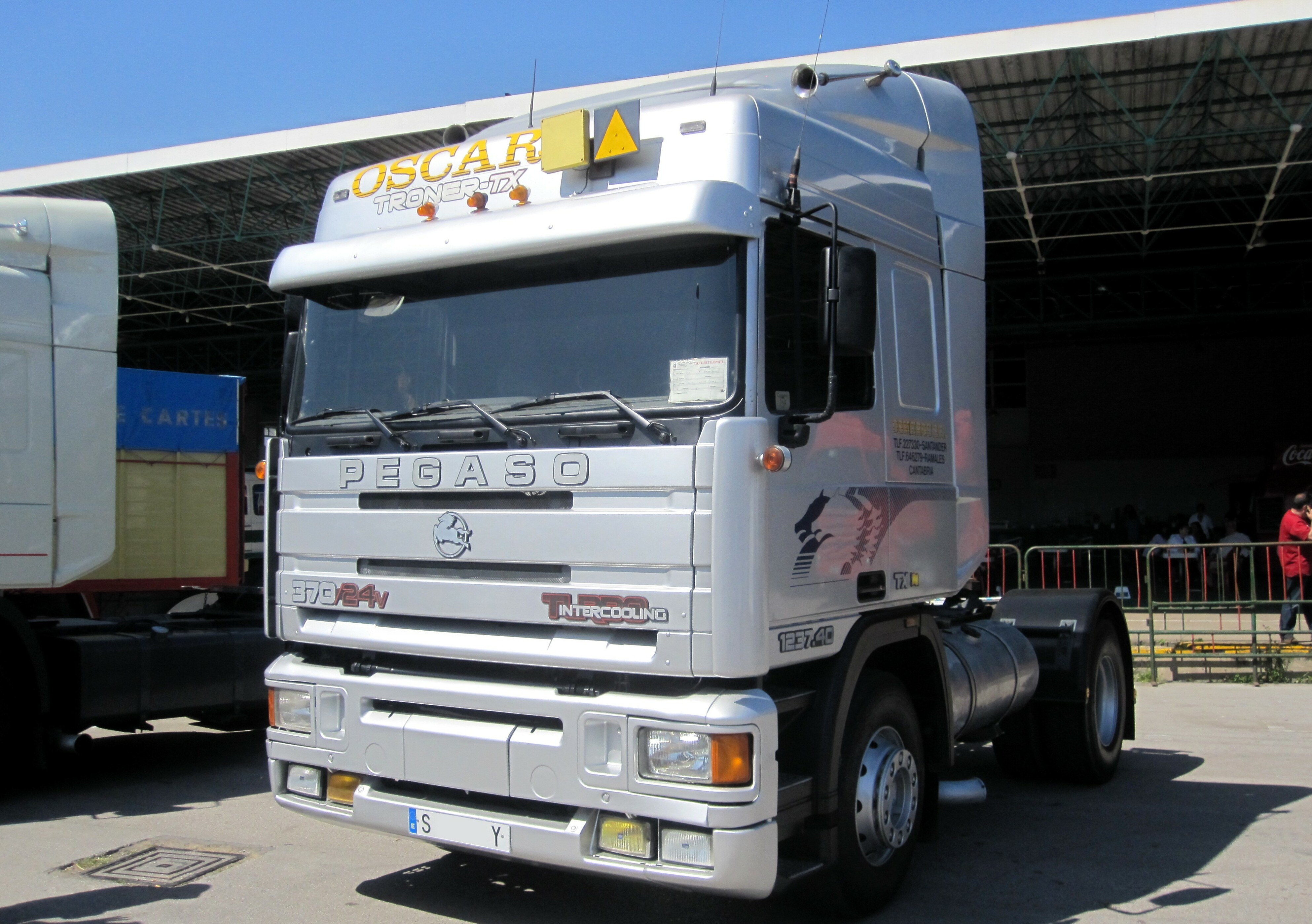
Pegaso Troner
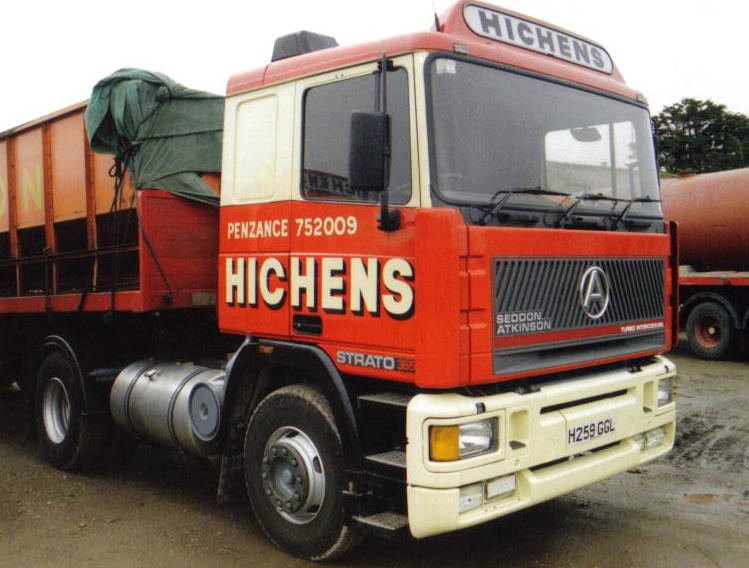
Seddon Atkinson Strato

### Kleine cabine
- Leyland DAF - Net zoals met de DAF 95 werden ook de kleinere DAFs 65, 75 en 85 met de dubbele merknaam Leyland DAF verkocht in het Verenigd Koninkrijk.
- Foden - Nadat Foden werd gekocht door Paccar, kreeg Foden de beschikking over de cabine voor hun Foden Alpha-serie.
- Ginaf - Ginaf maakte gebruikt van DAF-componenten, zo werd ook de kleinere cabine gebruikt door Ginaf, o.a. de M-serie en X-serie.
- Rába - Deze Hongaarse fabrikant had vroeger al de DAF F241-cabine gebruikt. Het had een eigen ontwikkeld chassis (op basis van de MAN F8), gebruikte eigen assen en eigen motoren (op basis van een MAN-motor)
- Tatra - De Tatra Phoenix-serie maakt gebruik van DAF-cabines en motoren.
- Mol - Deze Belgische fabrikant maakte gebruikt van DAF-cabines voor gebruik in haventerminals
- Camir - Een merk van de Italiaanse fabrikant Officine Mirandoli, dat speciale vrachtwagens maakt. Ze maakten vroeger ook gebruik van de DAF F241-cabine, hoewel men ook cabines van Renault Trucks en Iveco gebruikten.
- e-Trucks - Deze firma uit Lommel produceert elektrisch aangedreven vrachtwagens met o.a. DAF-cabine.
- Hyzon, tegenwoordig een Amerikaans bedrijf, bouwt de HyMax-serie met waterstofaandrijving op basis van de DAF CF.

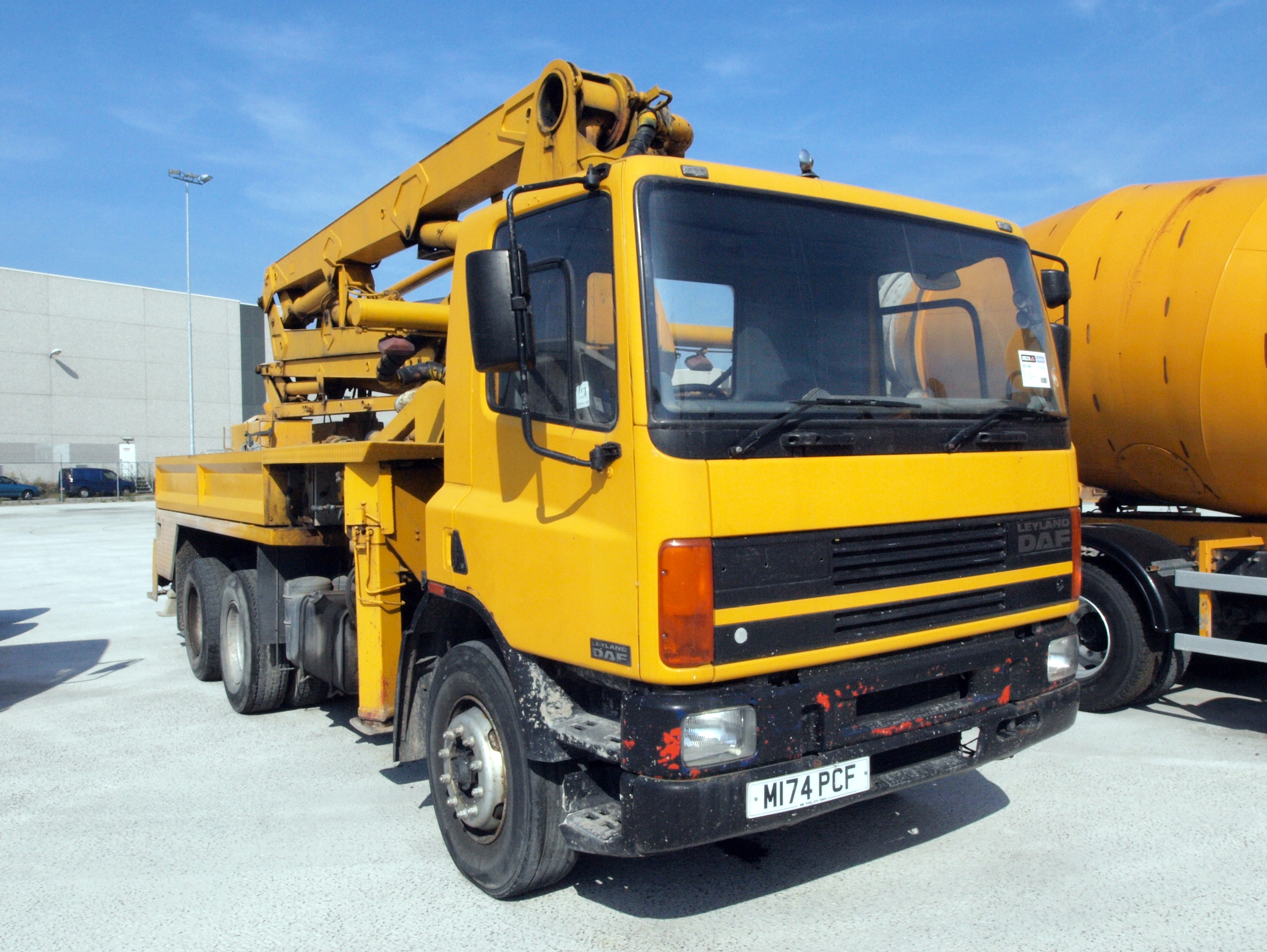
Leyland-DAF
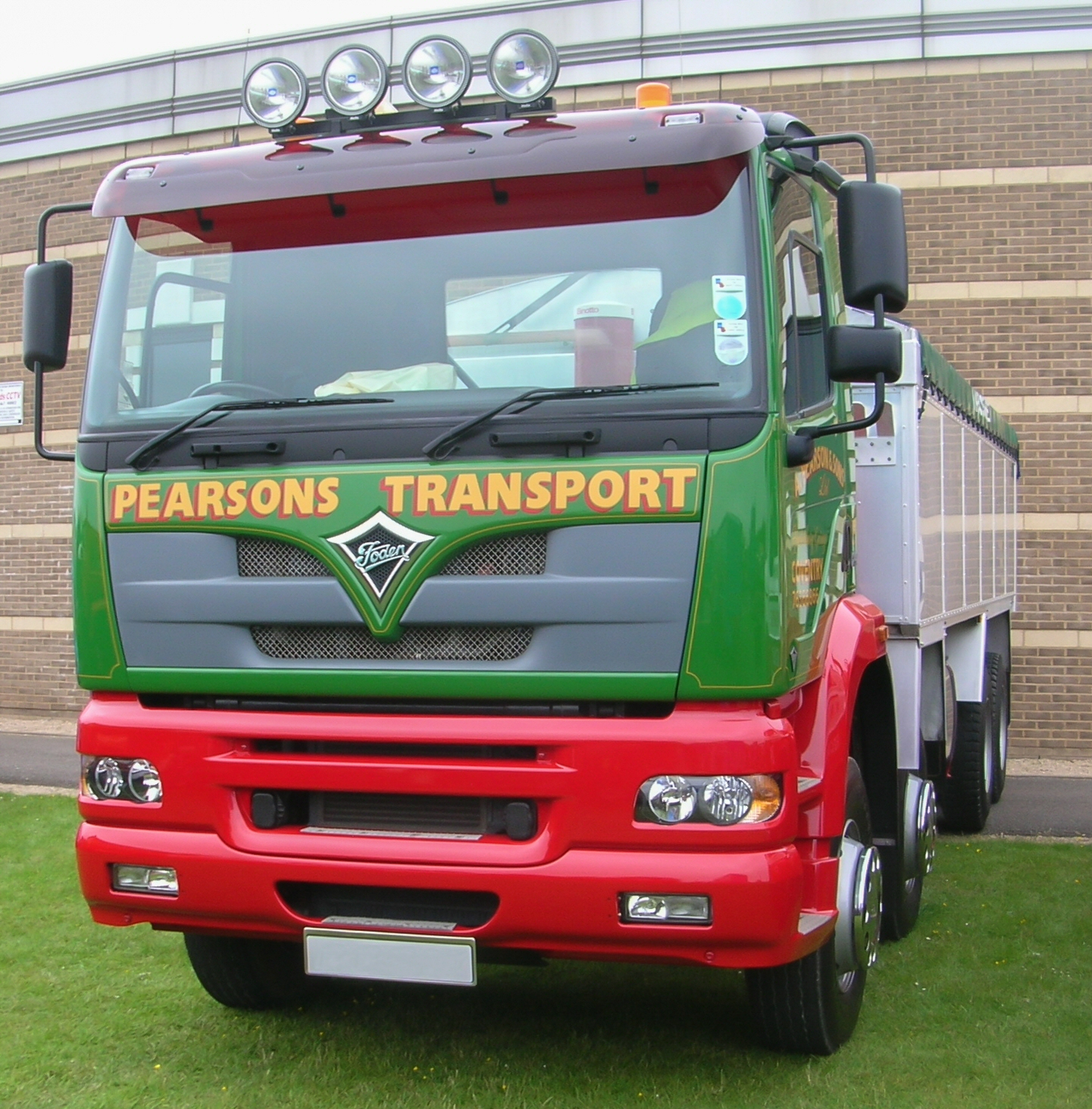
Foden Alpha
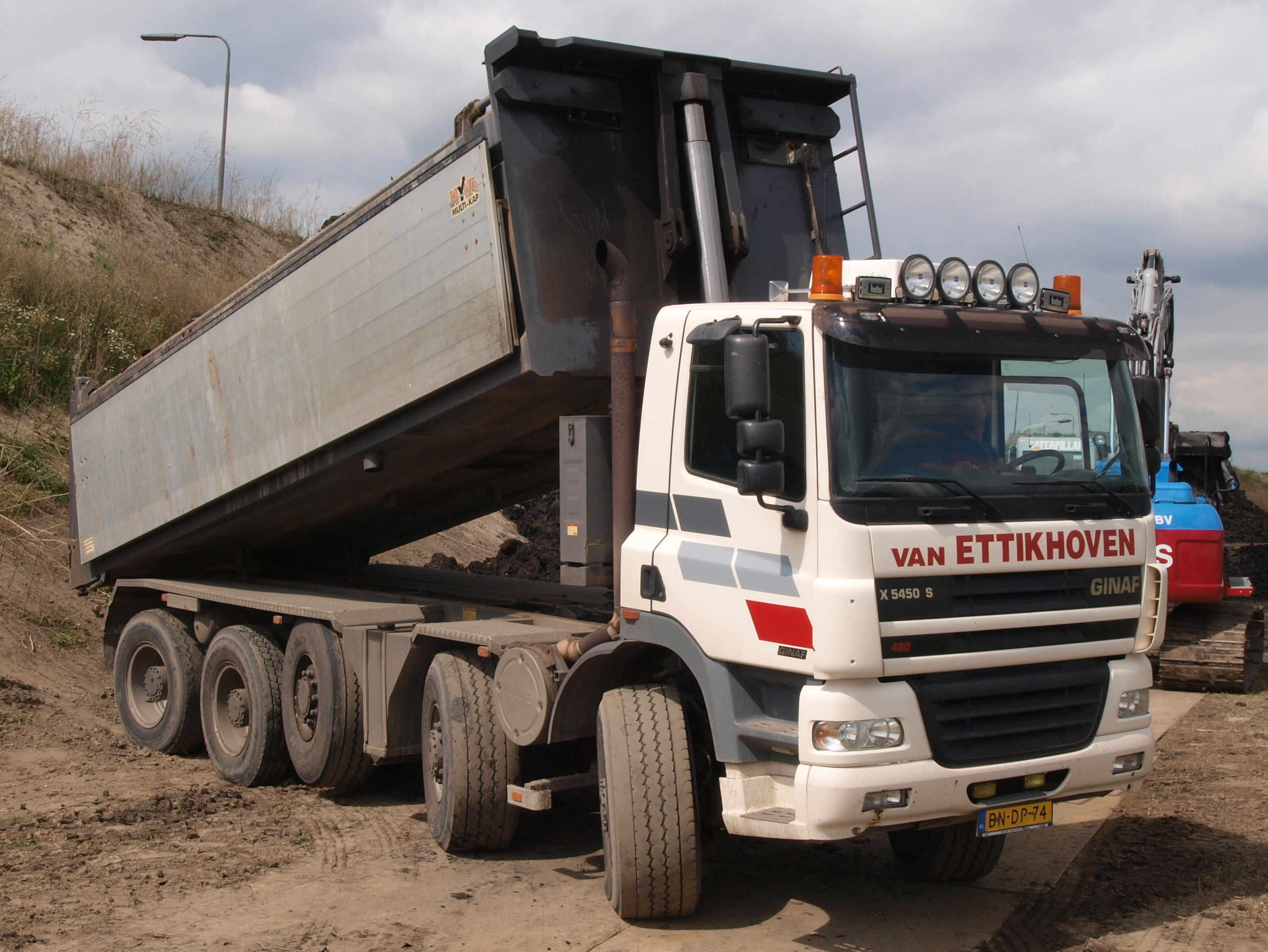
Ginaf X-serie
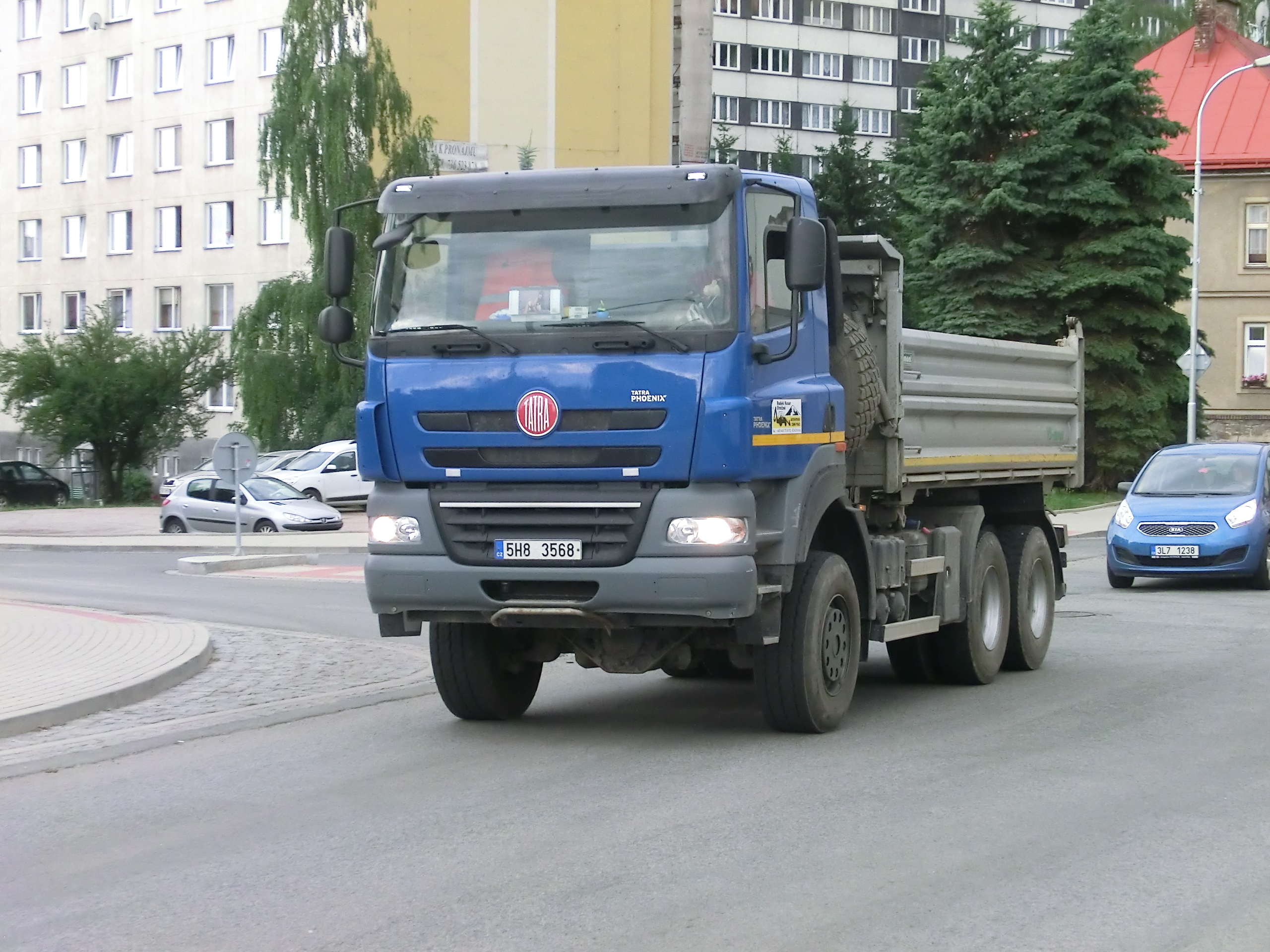
Tatra Phoenix